# 阿卜杜勒·瓦希德·萨拉比
阿卜杜·瓦希德·索拉比（1926年—）是阿富汗哈扎拉族出身的前政府部長、前阿富汗民主共和國副總統（總統是納吉布拉）。
他在阿富汗王國時代曾出任計劃部長（1969年-1973年）。
在阿富汗民主共和國時代他曾加入革命委員會，在1988年阿富汗議會選舉後，他在5月由納吉布拉任命為副總統，1992年4月納吉布拉下台後他也隨之卸任。